# Pablo Longueira
Juan Pablo Longueira Montes (Osorno, 12 de agosto de 1958) es un ingeniero civil industrial y político chileno, exmilitante del partido Unión Demócrata Independiente (UDI) y excandidato presidencial para el periodo 2014-2018.
Inició su carrera política durante su época universitaria como presidente del Centro de Alumnos de Ingeniería Civil primero y luego de la Federación de Centros de Estudiantes de la Universidad de Chile durante la última dictadura militar chilena, para después convertirse en uno de los fundadores de la Unión Demócrata Independiente. Con el retorno a la democracia, fue elegido diputado en 1990, cargo que ejerció hasta asumir como senador de la República en 2006. En 2011, dejó el Senado para asumir como ministro de Economía durante el primer gobierno de Sebastián Piñera.
El 29 de abril de 2013, renunció a su cargo de ministro y fue proclamado candidato presidencial por la UDI en reemplazo de Laurence Golborne. Candidato para la elección presidencial de Chile de 2013 tras derrotar al precandidato de Renovación Nacional, Andrés Allamand, en las elecciones primarias de la Alianza del 30 de junio, bajó su candidatura el 17 de julio debido a un cuadro depresivo, después de lo cual fue reemplazado por Evelyn Matthei.

## Biografía
Hijo de José Luis Longueira Castro, proveniente de una familia de inmigrantes gallegos, y de Luz Orieta del Carmen Montes Bollo, cursó la educación primaria en el Colegio Marambio de Melipilla y la secundaria en el San Ignacio de Santiago. Posteriormente ingresó a la Facultad de Ciencias Físicas y Matemáticas de la Universidad de Chile, donde se graduó de ingeniero civil industrial en 1982.
Contrajo matrimonio civil el 8 de noviembre de 1982 con María Cecilia Karin Brinkmann Estévez, con la que ha tenido 7 hijos. Es hermano del sacerdote Alejandro Longueira Montes, quien fue el último rector jesuita del Colegio San Ignacio.

## Carrera política

### Inicios en la dictadura militar
Longueira comenzó su carrera política durante la dictadura militar que gobernó Chile entre 1973 y 1990. En dicho periodo, y mientras era estudiante de la Universidad de Chile, asumió en 1980 como presidente del Centro de Alumnos de Ingeniería en su facultad, y al año siguiente fue designado presidente de la Federación de Centros de Estudiantes de la Universidad de Chile (Fecech), que reemplazó a la Federación de Estudiantes de la Universidad de Chile (FECh), clausurada en 1973 por la dictadura.
Posteriormente fue colaborador del régimen de Augusto Pinochet, como asesor del Ministerio de Vivienda y Urbanismo.
En 1983 se integró al comité fundador de la Unión Demócrata Independiente (UDI), en ese entonces movimiento político dirigido por Jaime Guzmán, y que en 1989 se convertiría en partido político, del cual se transformaría en uno de sus principales líderes y referentes. De este modo participó en la organización del Departamento Poblacional (1983-1987), y posteriormente fue secretario general en 1988, y vicepresidente en 1989. En 1986, en el contexto de la visita de Ted Kennedy a Chile, comandó un ataque en contra de los dirigentes que fueron a recibir al senador estadounidense en el aeropuerto.
En el 2020 vuelve a integrarse a la UDI, partido del cual es fundador y renuncio el año 2016.  Esta vuelta solo duro un tiempo pues en el 2021 renuncia nuevamente y esta renuncia conlleva bajar su candidatura a la Convención Constitucional.

### Diputado y presidente de la UDI
En las elecciones parlamentarias de diciembre de 1989 fue elegido diputado por su colectividad para el periodo legislativo 1990 a 1994, por el Distrito N.° 30, correspondiente a las comunas de Buin, Calera de Tango, Paine y San Bernardo. Fue reelecto por el mismo distrito en las elecciones parlamentarias de 1993 y 1997. Paralelamente a ello continuó como vicepresidente de la UDI hasta 1994, cuando asumió como prosecretario del partido.
En 1998 fue elegido presidente de la UDI, y en 1999 organizó la campaña presidencial de Joaquín Lavín, que logró una excelente votación: el 47,51 % en la primera vuelta y el 48,69 % en la segunda. Asimismo, durante su gestión el partido logró grandes votaciones en las elecciones municipales de 2000, las elecciones parlamentarias de 2001 —que llevó a la UDI a su votación máxima histórica y a ser el partido más votado de Chile, quitando dicho rótulo al Partido Demócrata Cristiano— y las elecciones municipales de 2004.
En diciembre de 2001, mantuvo su escaño en la Cámara en representación de su partido por la Región Metropolitana, para el periodo legislativo 2002 a 2006, esta vez por el Distrito N.° 17, correspondiente a las comunas de Conchalí, Huechuraba y Renca. Integró las comisiones permanentes de Vivienda y Desarrollo Urbano, y la Comisión Investigadora sobre los Derechos de los Trabajadores.
Un hito en la proyección política de Longueira fue el denominado "acuerdo Lagos-Longueira" del 17 de enero de 2003 para modernizar el Estado y dar una salida políticamente consensuada a los numerosos casos de corrupción que afectaban la estabilidad institucional del gobierno de Ricardo Lagos. Fruto de esto es la legislación sobre financiamiento electoral, probidad, alta dirección pública, entre otros aspectos. Más tarde, Longueira volvió a causar polémica cuando declaró en una entrevista de televisión que se reunía con familiares de detenidos desaparecidos, quienes veían a la UDI como una institución seria y confiable, a través de la cual podrían obtener algunas de las soluciones que la Concertación hasta esa fecha no les había otorgado. De estas numerosas reuniones, surgió el documento "La Paz Ahora", que buscaba dar una señal de reconciliación nacional.
Ese mismo año se acentuaron los roces y conflictos entre Renovación Nacional (RN) y la UDI, debidos principalmente a una disputa entre ambos partidos por el liderazgo al interior de la Alianza por Chile, así como a desavenencias personales entre los presidentes de ambos partidos, Pablo Longueira y Sebastián Piñera. Tal es que Joaquín Lavín, que por entonces era el líder de la coalición y candidato único del sector para la elección presidencial de 2005, debió pedir públicamente y de improviso a ambos la renuncia a sus cargos en marzo de 2004.

### Senador

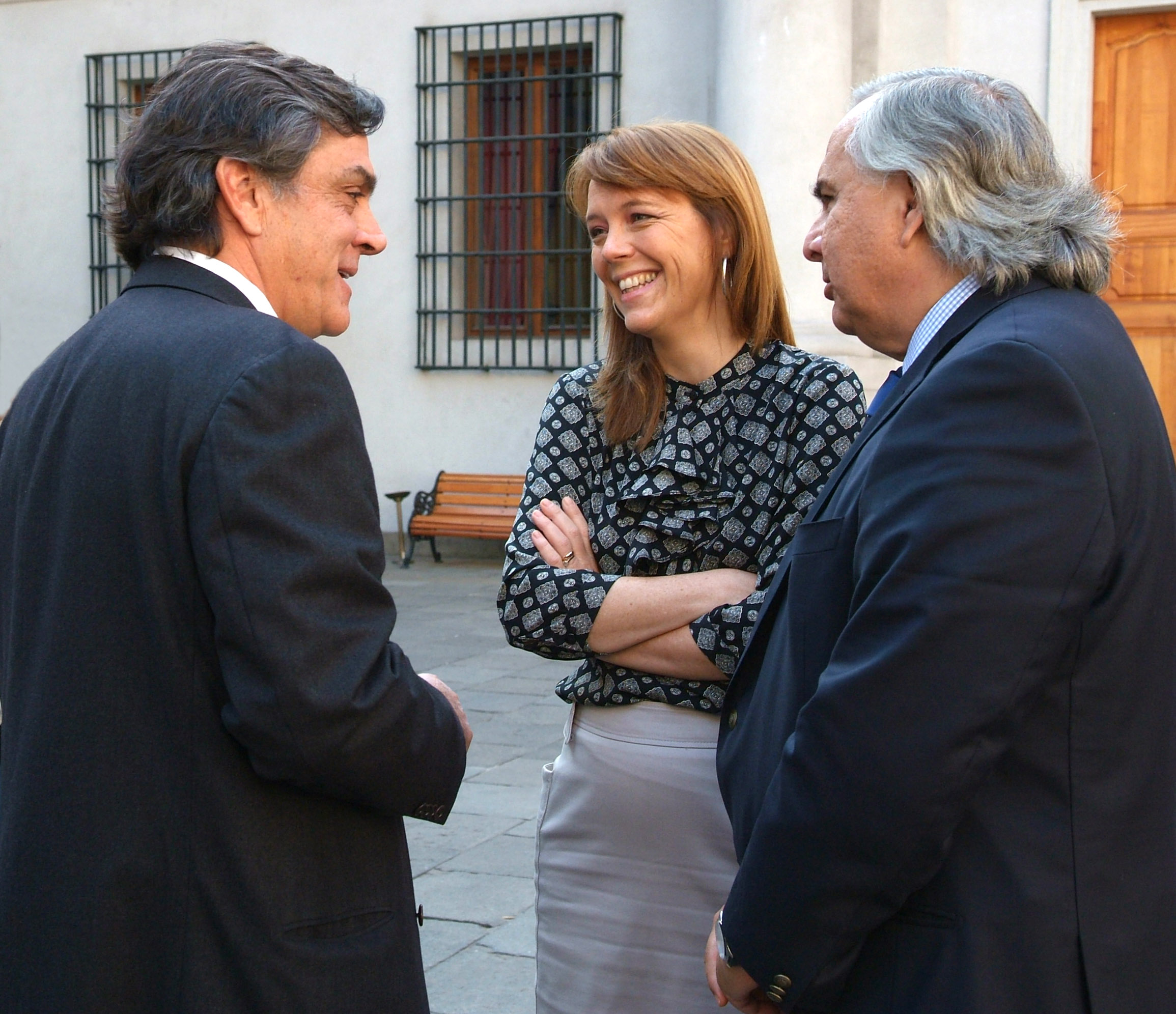
Longueira, como senador, junto a Ena von Baer y Andrés Chadwick en La Moneda.

En 2005, al mismo tiempo que buscaba un cupo en el Senado, apoyó la opción presidencial de Joaquín Lavín en primera instancia y luego se sumó a la candidatura de Sebastián Piñera para el balotaje. En las elecciones parlamentarias, Longueira fue elegido senador por la Octava Circunscripción Metropolitana Oriente, para el periodo 2006-2014.
A partir de 2005, Longueira mostró en varias oportunidades su intención de ser candidato a presidente de Chile para la elección de 2009, siendo incluso apoyado por el propio Lavín. Sin embargo, su opción no prosperó y decidió a apoyar a Lavín como carta presidencial de la UDI.
En diciembre de 2008, los más altos dirigentes de la UDI resolvieron renunciar a la opción de ofrecer al país un candidato presidencial propio y entregaron desde entonces su apoyo a la candidatura de Piñera; Longueira fue convocado al comando de campaña de Piñera pero renunció a este en abril de 2009 para asumir como jefe de campaña para la reelección de Rodrigo Álvarez Zenteno como diputado, aunque se reintegró en noviembre.
Luego del triunfo de Piñera en 2010, Longueira sonó como una de las opciones para ocupar el Ministerio de Vivienda. Durante el gobierno de Piñera propuso una reforma tributaria para financiar una reforma a la educación y la eliminación o reducción del impuesto específico a los combustibles, lo que le valió los epítetos de «populista» e incluso de «desleal» por sus propios compañeros de bancada.

### Ministro de Economía y abandono de la política

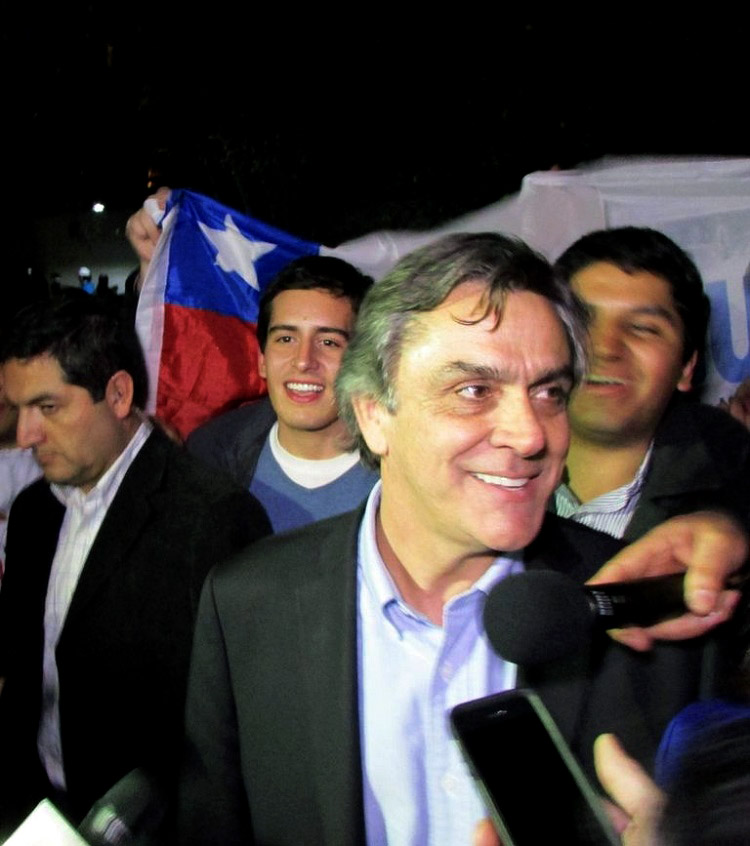
Pablo Longueira celebra su triunfo en las primarias de 2013.

En julio de 2011 fue nombrado ministro de Economía de Chile por Sebastián Piñera; al ser dicho cargo incompatible con el de senador, su escaño lo ocupó la exministra Ena von Baer.
El 29 de abril de 2013, luego de renunciar al ministerio de Economía, la UDI lo proclamó candidato presidencial en reemplazo de Laurence Golborne, para competir en las primarias oficialistas contra el abanderado de RN, Andrés Allamand. El 30 de junio de 2013 Longueira venció a Allamand con un 51,37% de los votos, convirtiéndose así en el candidato presidencial de la Alianza.
Sin embargo, dos semanas después, y a cuatro meses de la elección presidencial, bajó su candidatura el 17 de julio debido a «un cuadro de depresión médicamente diagnosticado», según anunció su hijo Juan Pablo y su jefe de campaña Joaquín Lavín, tras lo cual fue reemplazado por la hasta entonces ministra del Trabajo Evelyn Matthei como la carta presidencial de la UDI. En diciembre de ese año, Longueira anunció que se retiraba de la política.
En marzo de 2016, a la luz de la investigación en su contra por el «caso SQM», renunció a su militancia en la UDI.

### Regreso a la política
A fines de agosto de 2020, Longueira regresó a la arena política manifestándose públicamente a favor de la postura del «apruebo» en el plebiscito sobre el proceso constituyente del 25 de octubre, además de regresar a su partido UDI y ser candidato a la presidencia de éste y candidato a la Convención Constitucional que se conformará en caso de que gane la postura apruebo.

## Controversias

### Proyectos de ley
En 17 de mayo de 2011, Longueira y Andrés Chadwick presentaron en el Senado un proyecto de reforma constitucional para buscar consagrar el concepto de matrimonio como exclusivo de la unión entre un varón y una mujer. En respuesta, el Movimiento de Liberación Homosexual (Movilh) criticó duramente el proyecto, considerándolo homofóbico y transfóbico. El proyecto de ley fue retirado dos días después.
En 2013, durante su visita a Copiapó en plena campaña electoral, criticó la gran población de inmigrantes ilegales que existen en el país, culpándolos de los problemas económicos que afectan a las regiones del norte de Chile. Durante la entrevista, señaló que «Para las regiones del norte nos vamos a comprometer en una nueva ley de inmigrantes, porque no podemos tener la inmigración ilegal que estamos teniendo. Esto está afectando a todas las regiones del norte del país, porque muchos de estos inmigrantes ilegales que están ingresando a Chile lo hacen perjudicando a los chilenos». Los dichos tuvieron repercusiones en las redes sociales, además de preocupación entre la población que no consta de un permiso oficial para trabajar en Chile.

### Caso SQM
En un artículo publicado en enero de 2016, la revista Qué pasa reveló la existencia de un intercambio de correos electrónicos de 2010 entre Longueira y el entonces gerente de SQM, Patricio Contesse, en donde el ejecutivo influenció al entonces senador en plena discusión del proyecto de royalty para la gran minería, insertando un artículo que era beneficioso para dicha empresa minera.
En marzo de 2016 se hicieron públicos unos correos electrónicos relativos al proyecto de ley de royalty minero entre los que figura uno que Longueira recibió del entonces fiscal del Ministerio de Economía Franco Devillaine y que el entonces senador reenvió minutos después al gerente general de SQM de la época, Patricio Contesse, quien a su vez le contestó mandándole indicaciones para reemplazar el texto del proyecto. Por la colaboración con esta empresa minera e entonces senador habría recibido 730 millones de pesos (cerca de un millón de dólares).
 Ante las críticas de la opinión pública y la petición del presidente de la UDI, Hernán Larraín, de que diera explicaciones al país, Longueira optó por renunciar a la UDI y aunque no dio explicaciones, insistió en su inocencia.
El 22 de junio de 2016, el Octavo Juzgado de Garantía de Santiago decretó como medidas cautelares en su contra arresto domiciliario nocturno y arraigo nacional.
El 2 de abril de 2019, Pablo Longueira fue sobreseído definitivamente por el caso SQM solo en lo relativo a los delitos tributarios imputados.

### Colonia Dignidad
En 1997, la exministra de Justicia de la dictadura militar, Mónica Madariaga, aseguró en una entrevista que Jaime Guzmán le daba clases al interior de Villa Baviera a sus discípulos, que se convertirían en importantes dirigentes de la UDI, entre ellos, Longueira.

«Yo sé que Jaime Guzmán le dio clases a Pablo Longueira, Luis Cordero y Andrés Chadwick en el interior de la Colonia Dignidad. [Ellos] eran adoctrinados en ese lugar, ahí se les formó políticamente, les hacían clases. Jaime Guzmán los instruía y les daba charlas, lo hacía al estilo platónico, se paseaba por los campos dictando clases. Todos ellos sacaron un gran provecho de Colonia Dignidad. Ahora no dicen nada.»
Mónica Madariaga, en entrevista a La Tercera.

## Condecoraciones

### Condecoraciones extranjeras
- Gran Oficial de la Orden del Mérito ( Portugal, 1 de diciembre de 2009).[54]

## Historial electoral

### Elecciones parlamentarias de 1989
- Elecciones parlamentarias de 1989, candidato a diputado por el distrito 30 (San Bernardo, Buin, Paine y Calera de Tango), Región Metropolitana de Santiago.[55]

### Elecciones parlamentarias de 1993
- Elecciones parlamentarias de 1993, candidato a diputado por el distrito 30 (San Bernardo, Buin, Paine y Calera de Tango), Región Metropolitana de Santiago.[56]

### Elecciones parlamentarias de 1997
- Elecciones parlamentarias de 1997, candidato a diputado por el distrito 30 (Buin, Calera de Tango, Paine y San Bernardo)[57]

### Elecciones parlamentarias de 2001
- Elecciones parlamentarias de 2001, candidato a diputado por el distrito 17 (Conchalí, Huechuraba y Renca)[58]

### Elecciones parlamentarias de 2005
- Elecciones parlamentarias de 2005, candidato a senador para la Circunscripción 8 (Santiago Oriente)[59]

### Elecciones primarias de 2013
Candidato presidencial del pacto Alianza